# Inviolata
Inviolata, op. 163, est une œuvre de la compositrice Mel Bonis, datant de 1920.

## Composition
Mel Bonis compose Inviolata pour chœur mixte a cappella en 1920. Le manuscrit porte la mention « à publier ». L'œuvre ne sera cependant publiée qu'à titre posthume par Armiane en 1998.

## Analyse
Comme tous les petits motets pour chœur de Mel Bonis, Inviolata est traitée par une forme continue, chaque verset étant traité indépendamment et chaque phrase musicale est ponctuée d'un mouvement cadentiel, la plupart du temps en demi-cadence.

## Réception
Eugène Gigout rassure la compositrice dans une lettre du 10 décembre 1923 : « vous seriez décidée à renoncer à votre Inviolata. Gardez-vous en bien. Les retouches à apporter à votre motet ne sont pas terribles. ».

## Sources
- Étienne Jardin, Mel Bonis (1858-1937) : parcours d'une compositrice de la Belle Époque, 2020 (ISBN 978-2-330-13313-9 et 2-330-13313-8, OCLC 1153996478, lire en ligne)